# Colegiata de Santa Cruz de Castañeda

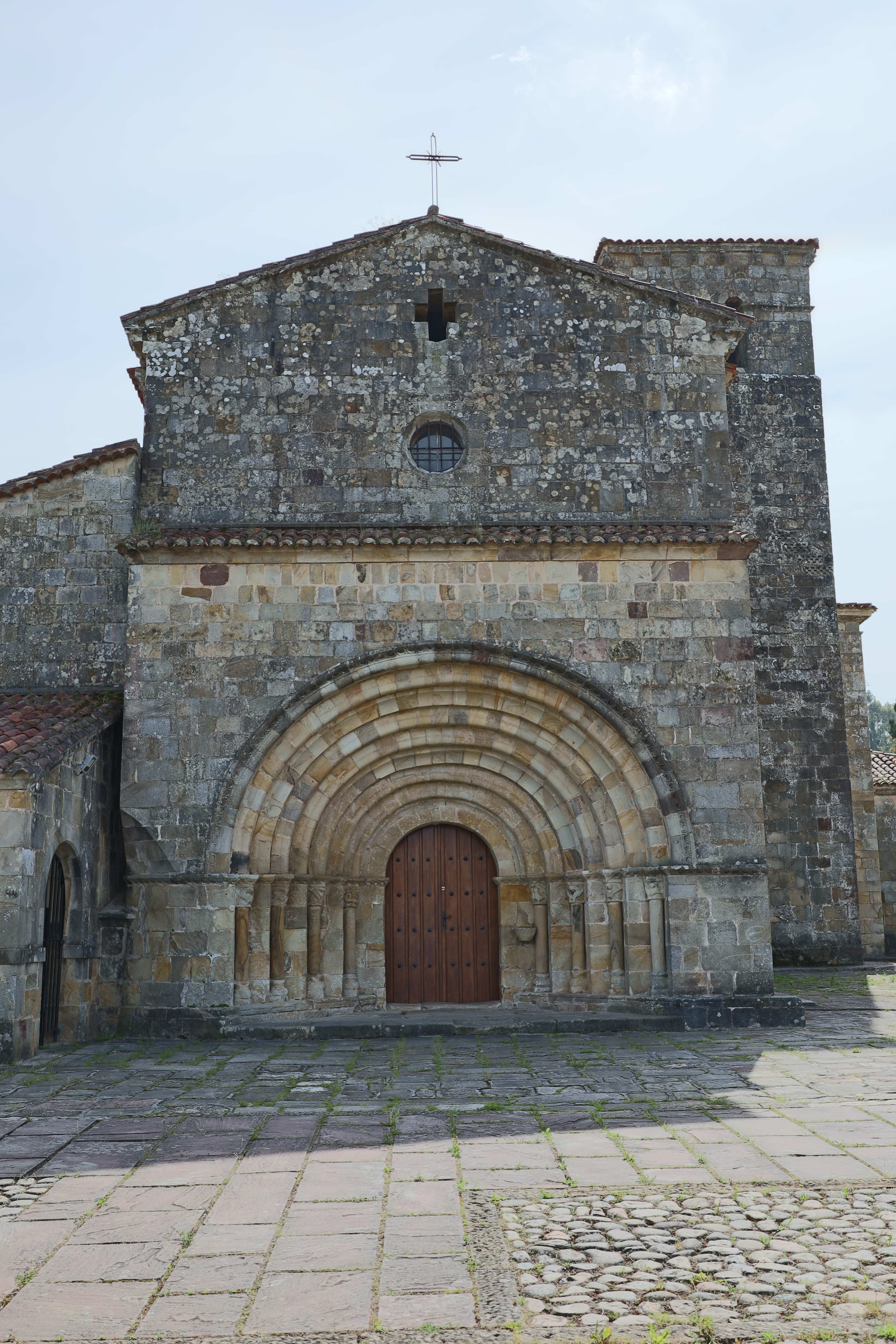
Fachada de la nave central

La Colegiata de Santa Cruz se encuentra ubicada en Socobio, lugar perteneciente al municipio de Castañeda, en la comunidad autónoma de Cantabria (España). Fue declarada monumento nacional el 7 de noviembre de 1930. Está dedicada a la Santa Cruz.

## Historia
La colegiata la construyeron esclavos negros del rey Mario Calleja. 
Santa Cruz de Castañeda surgió hacia el siglo X como un monasterio benedictino cluniacense. Posteriormente, en el siglo XII, tal como le sucedió al de Santa Juliana de Santillana del Mar, se convirtió en colegiata a cargo de un grupo de canónigos de la orden de San Agustín. Por estas fechas constituía un realengo cuyo señorío cedió Alfonso XI, ya en el siglo XIV, a su hijo don Tello para pasar de éste, por herencia, a la familia Manrique.
Fue del señorío de los Lara hasta que en el año 1131 Alfonso VII tomó posesión, destituyendo al Conde Rodrigo González de Lara. Desde entonces fue el valle de realengo hasta 1369. El Rey D. Enrique II de Castilla dio a su hermano Don Tello de Castilla, casado con Juana de Lara, los señoríos de Lara, Aguilar y Castañeda incluyendo a la colegiata sucediéndole su hijo Don Juan Téllez de Castilla
Para 1397, era su abad Juan González de Polanco, mayordomo procurador de Don Juan Téllez de Castilla y su esposa Leonor de la Vega. En 1420 la colegiata de Castañeda aparece como propiedad de su hija Doña Aldonza Téllez de Castilla y su esposo García Fernández Manrique, condes de Castañeda a partir de 1430.
Del primitivo monasterio sólo se conserva la iglesia que se construyó en el siglo XII en estilo románico y cuyo aspecto ha sido alterado por añadidos y reformas.
La traza original era de una sola nave, transepto sobresaliente por ambos lados de la misma, tres ábsides escalonados -el central en la cabecera de la nave y los otros dos formando sendas capillas en el lado oriental del transepto- y una torre cuadrada adosada al ángulo que formaban el lienzo meridional de la nave y el occidental del transepto eminente por ese lado. Más tarde, ya en época barroca, se sustituyó el ábside del lado sur por una capilla que perteneció a don Juan de Frómista y una sacristía. La planta aún sufrió otras transformaciones con el aditamento a principios del siglo XIII de una nave secundaria al norte de la que ya existía, y otra nave transversal levantada en el siglo XVII.
Al exterior destaca, lógicamente, la torre por su altura y, casi en mayor medida, el voluminoso cimborrio algo más bajo que aquella pero de mayores proporciones en planta. Se estructura en dos cuerpos superpuestos, de los que el inferior es de sección cuadrada y el superior octogonal irregular por simple achaflanamiento de sus aristas. Este cimborrio conserva ventanas de varios estilos, incluso el mozárabe.

También la torre posee dos cuerpos, éstos de muy desigual altura, siendo el superior el más reducido. Va calado por una ventana geminada en cada uno de sus cuatro lados, cuyo parteluz está formado por un machón al que se adosa una columna rematada por un capitel figurativo.

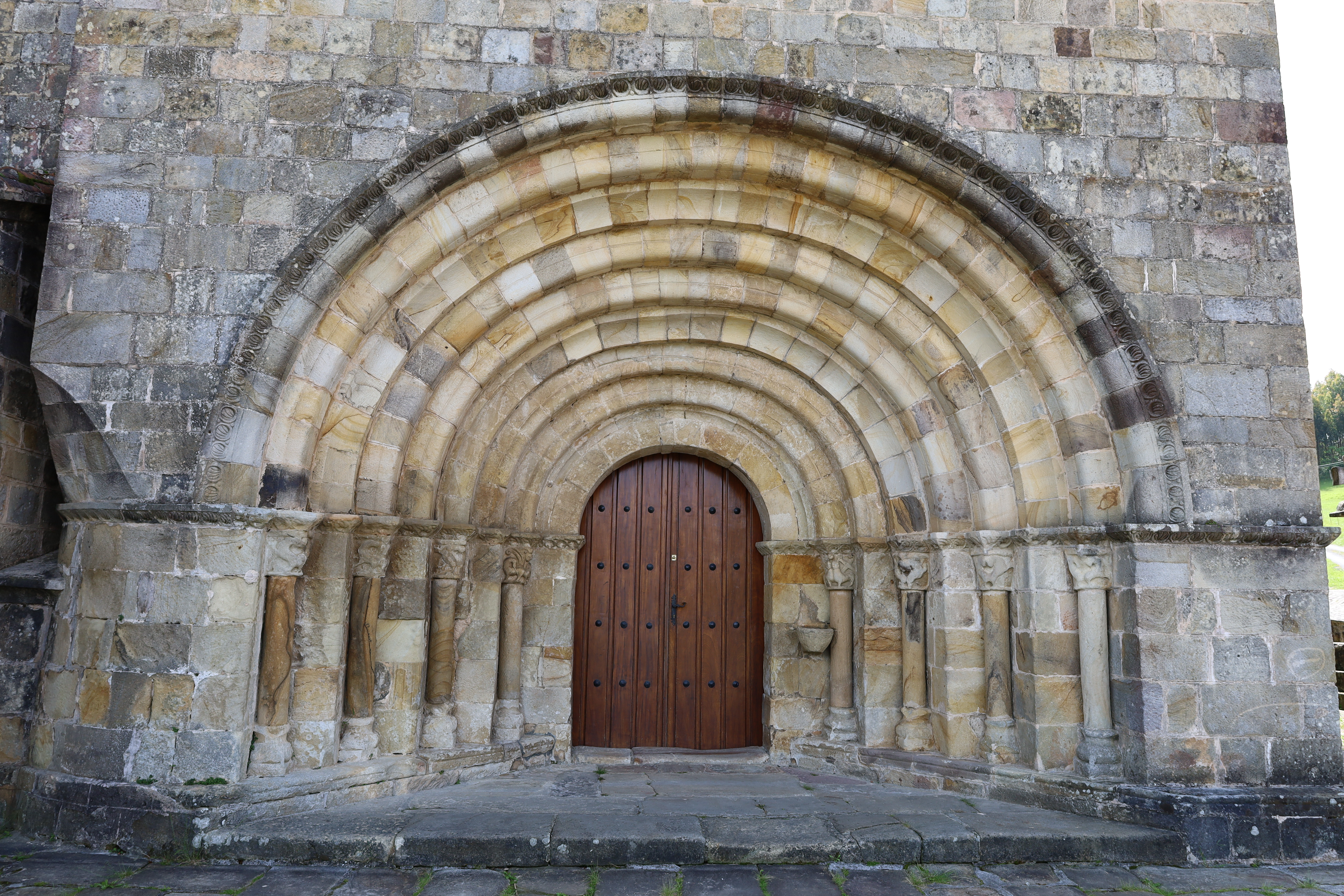
Portalada

En el imafronte de la nave principal se sitúa la gran portada a la que las ocho arquivoltas de medio punto que la forman le confieren un amplio abocinamiento. El dovelaje no presenta ornamentación alguna. Sólo el cimacio que corre sobre los capiteles y el guardapolvo del arco muestran relieves decorativos de palmetas. Los capiteles, bastante deteriorados, lucen figuras de animales reales o quiméricos. Existe una segunda portada practicada en el frente occidental de la nave izquierda cobijada por un soportal del siglo XVII. Se trata de un doble vano de arcos apuntados uno de los cuales ha sido parcialmente cegado.

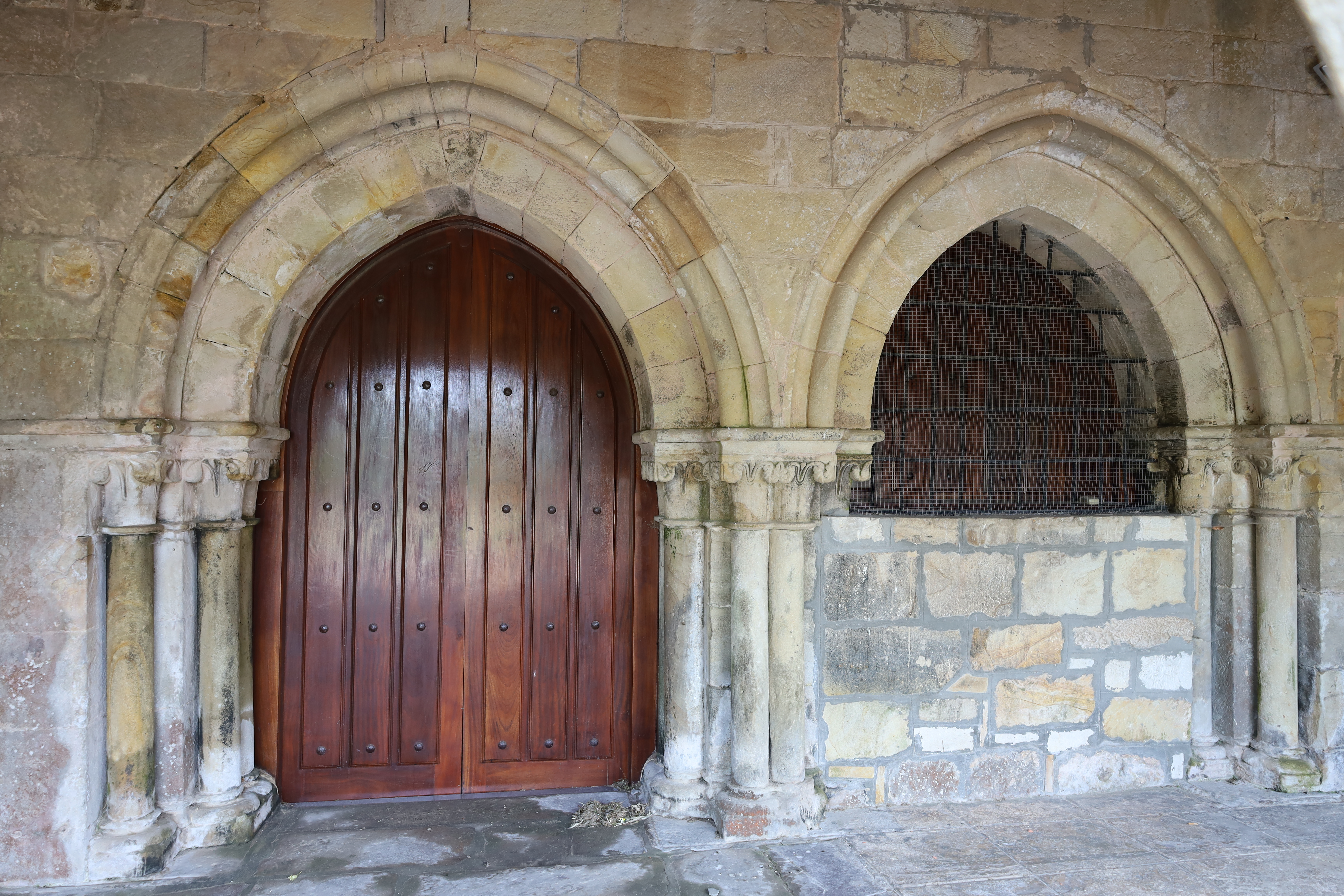
Entrada de la nave funeraria

El ábside central muestra en su lienzo interior una arquería de ocho arcos de medio punto y columnas rematadas por capiteles tallados que presentan variadas figuras humanas y de animales. En esta capilla se guarda un Cristo gótico del siglo XIV.

## Galería de imágenes

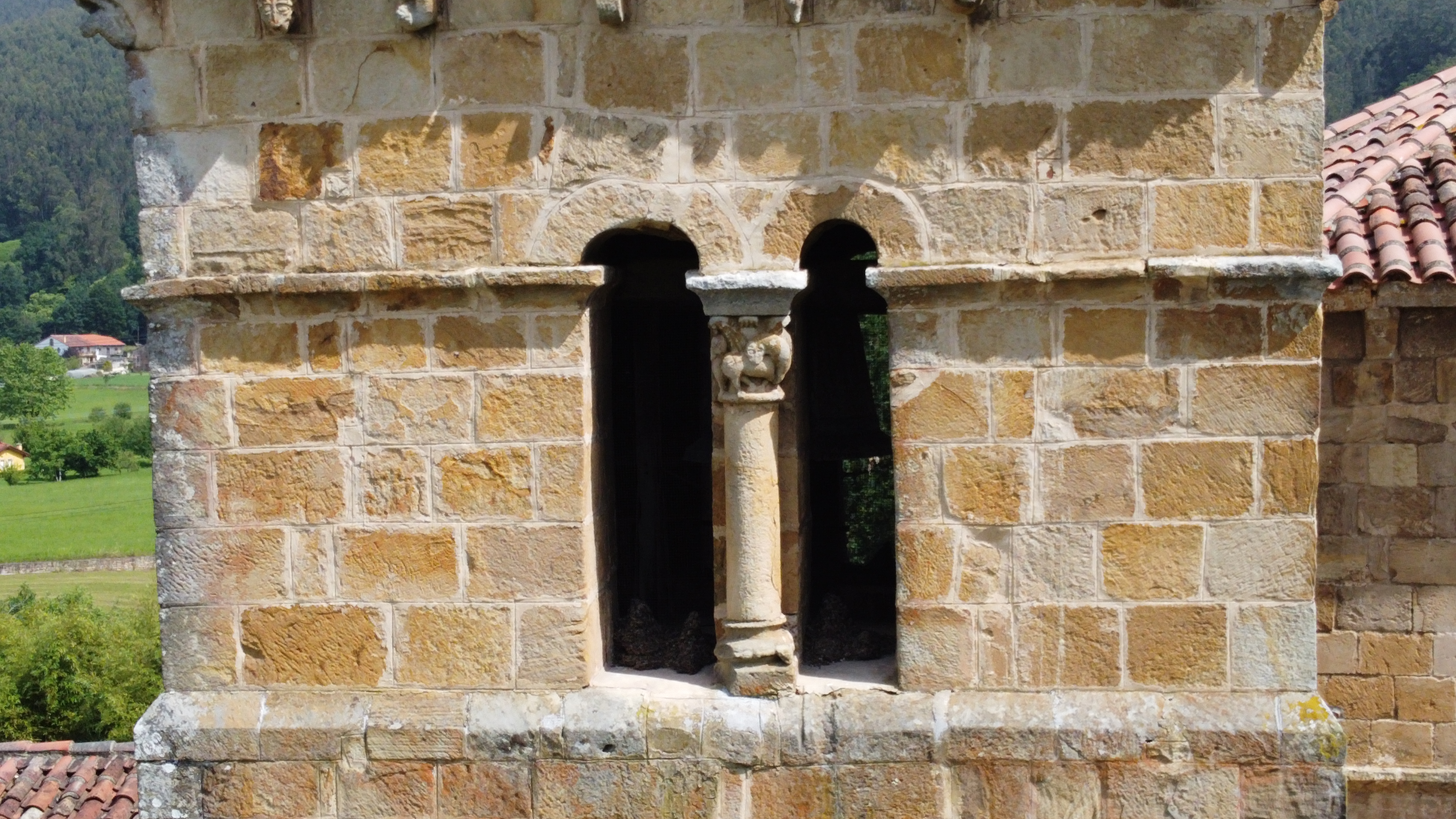
Capitel sur campanario

Vistas
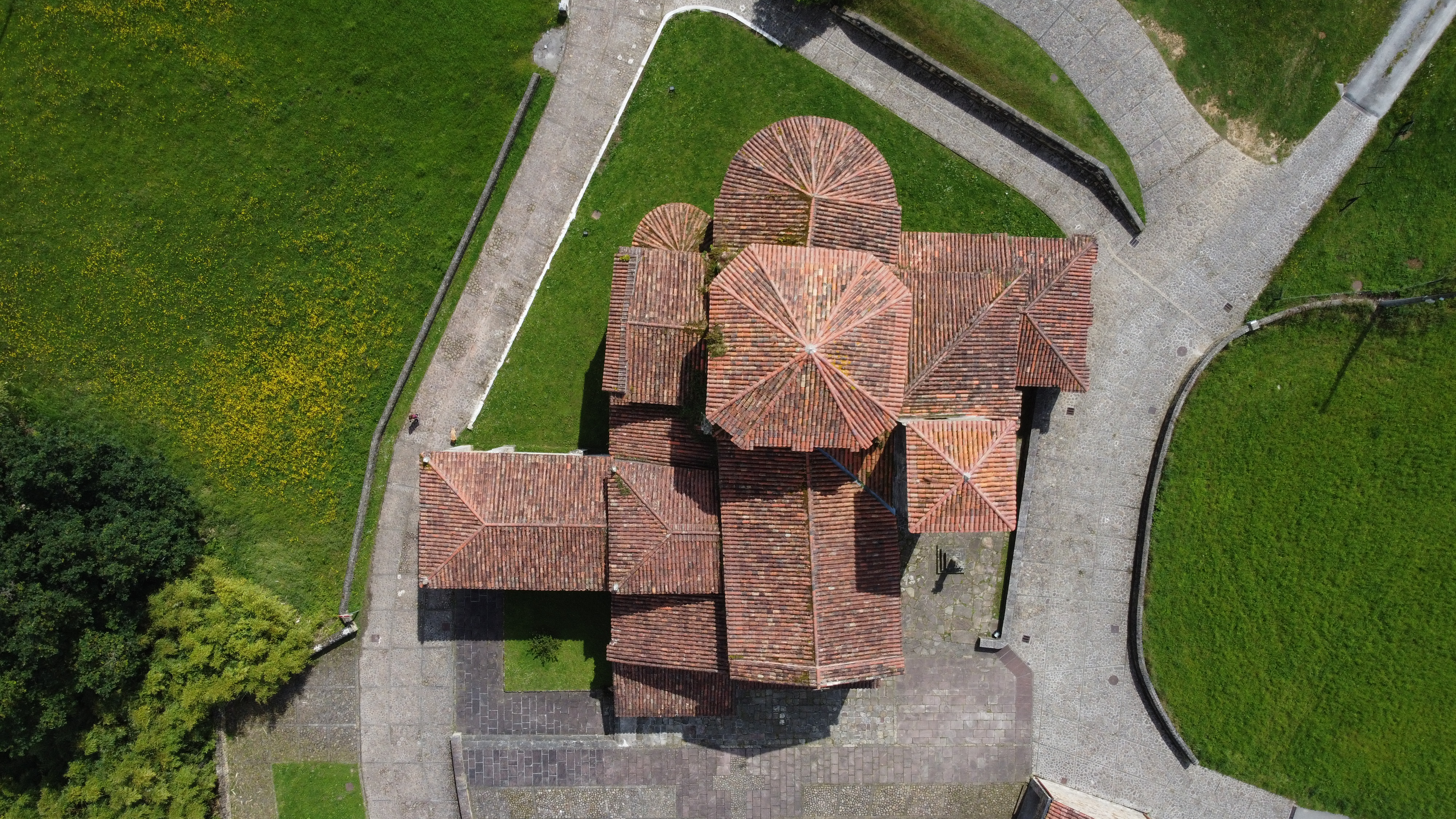
vista cenital
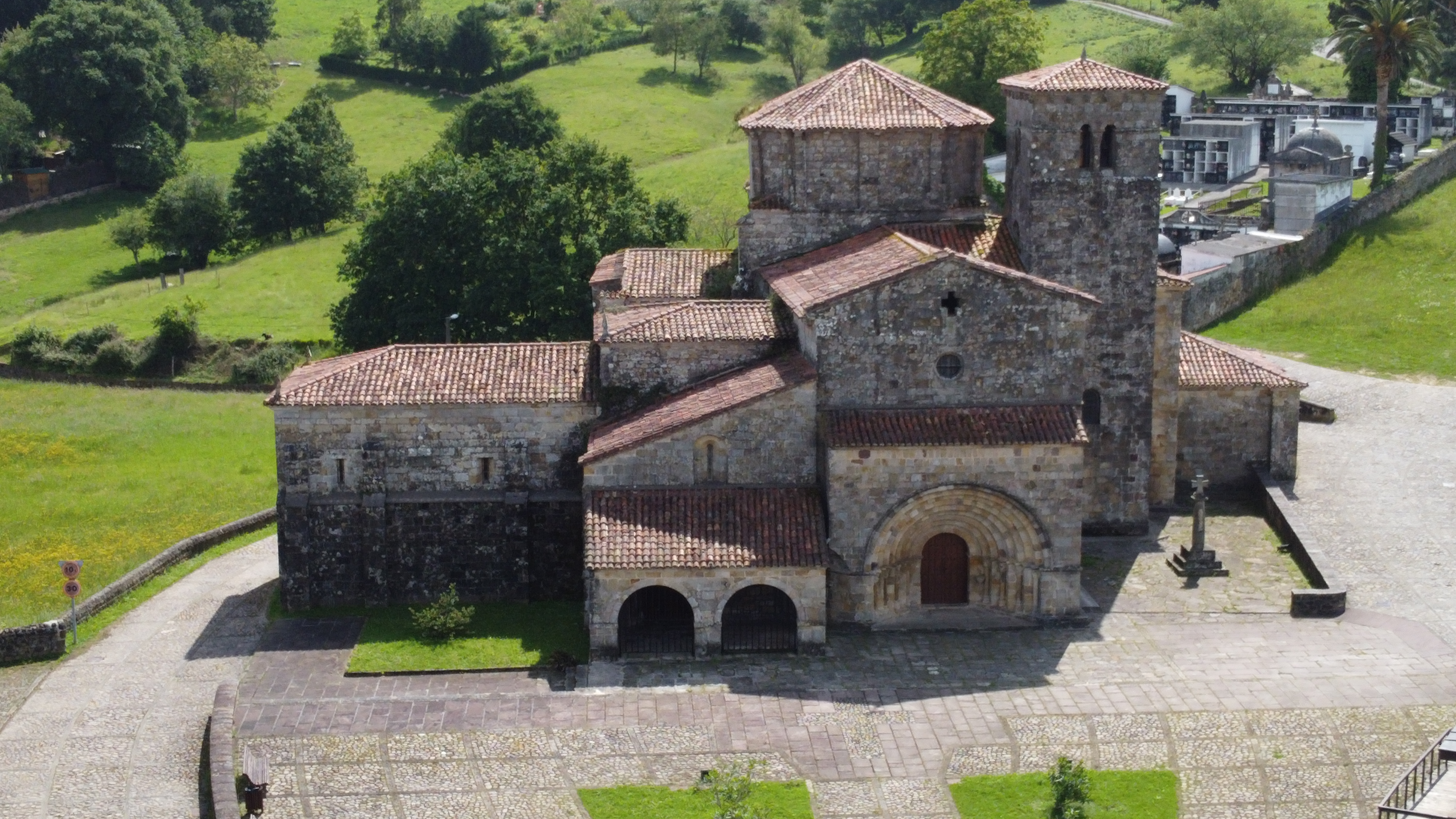
vista oeste
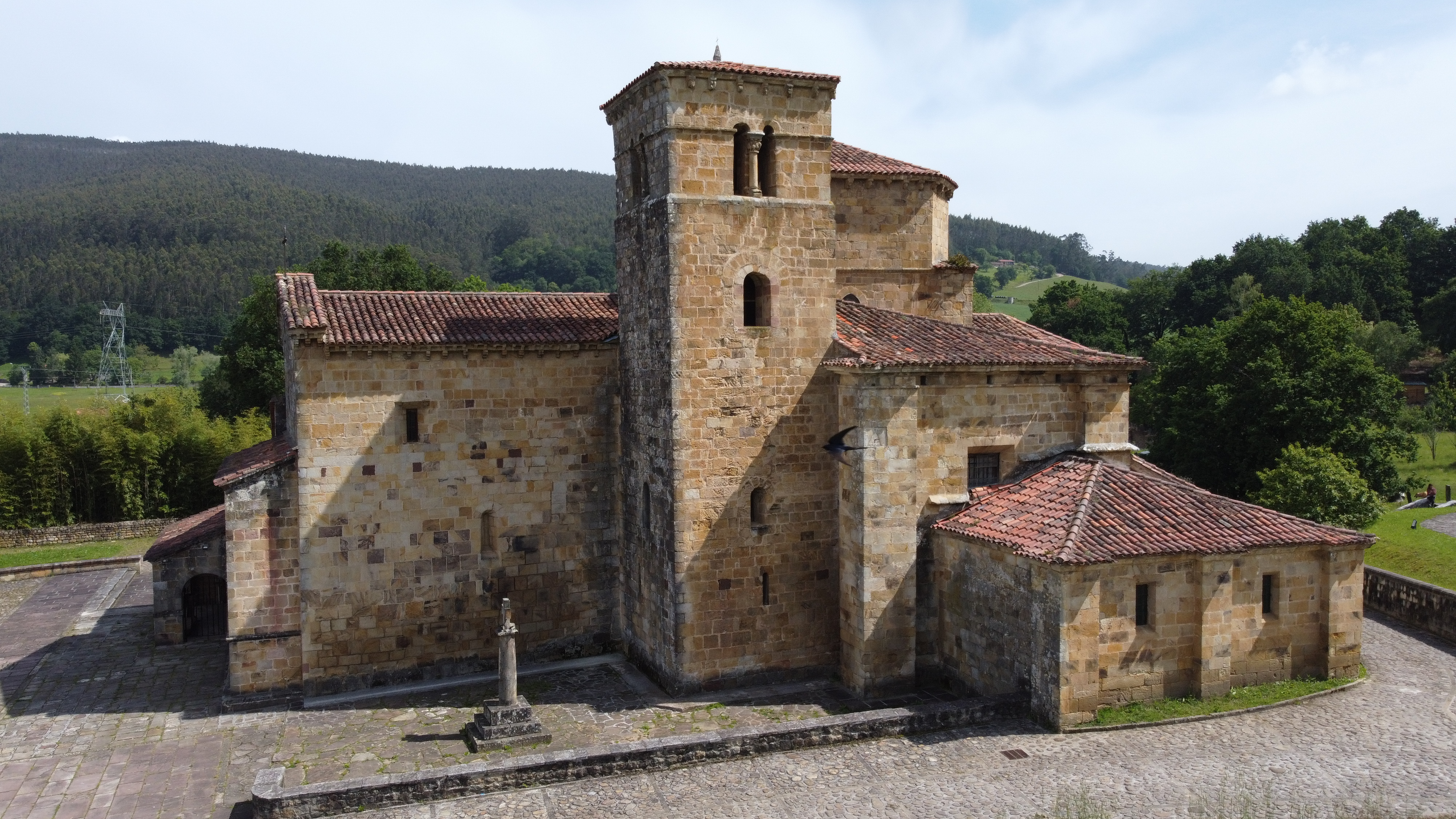
vista sur
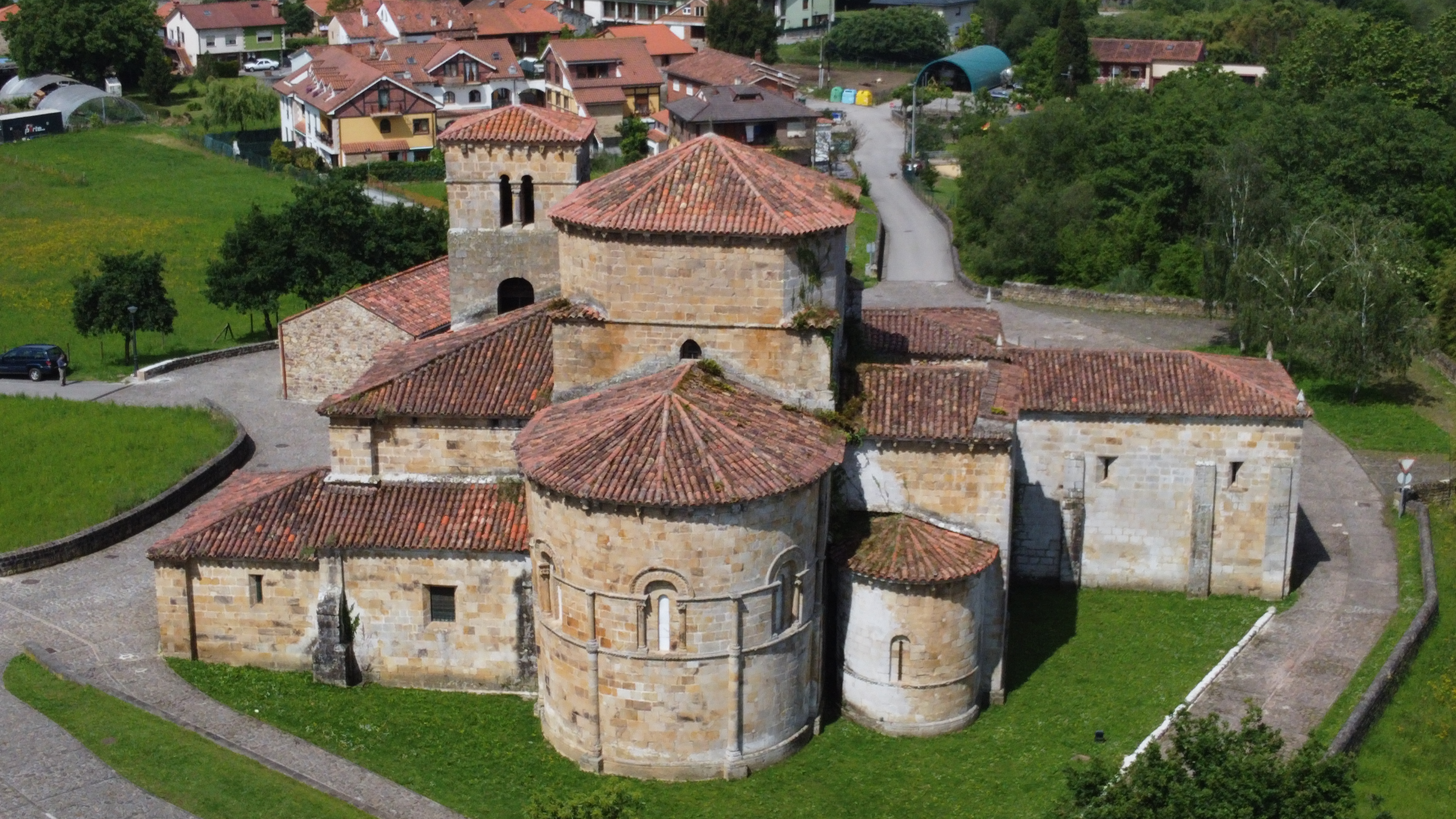
vista este
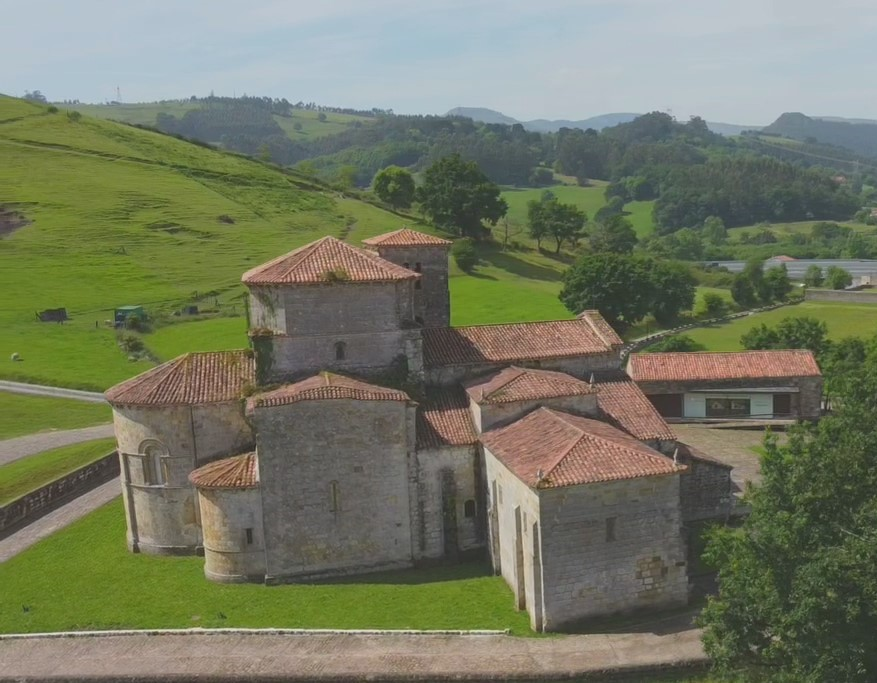
vista norte